# Caccia al marito
Caccia al marito è un film del 1960 diretto da Marino Girolami.

## Trama
Quattro amiche, tutte commesse dei grandi magazzini Coin, partono insieme per delle vacanze alla moda in cerca di un buon partito. I rispettivi spasimanti, tutti collegi degli stessi magazzini e gelosissimi le seguiranno e faranno di tutto per riconquistarle.